# 야마다 아이나
야마다 아이나(일본어: 山田 愛奈, 1998년 9월 6일 ~ )는 일본의 모델, 배우이다.